# Bolbaite
Bolbaite – gmina w Hiszpanii, w prowincji Walencja, we wspólnocie autonomicznej Walencja, o powierzchni 40,39 km². W 2011 roku liczyła 1489 mieszkańców.